# Yazdgard Ier
Yazdgard Ier (Izdigerdes, « fait par Dieu »), surnommé Ulathim (« le pêcheur ») par le clergé mazdéen, est un roi sassanide. Il règne de 399 à 420.

## Origine
Agathias indique que Yazdgard est « le fils de Shapur » mais il ne précise pas clairement s’il s'agit de Shapur II ou de Shapur III ou d’un autre Shapur (fils de Shapur III par exemple). Il est le fils de Vahram IV selon Touraj Daryaee. Selon Lazare de Pharbe, il est le frère de Vahram IV et le fils de Shapur III.

## Règne

### Relations avec Constantinople
Yazdgard Ier ne cherche pas à tirer profit des multiples difficultés que rencontre Flavius Arcadius, le premier empereur romain d'Orient, avec les Wisigoths qui pillent la Grèce, les Huns et la peste qui sévit autour de sa capitale. En 408, à la veille de sa mort à l'âge de 31 ans, Flavius Arcadius, dans son testament, confie formellement le sort de son fils et héritier Théodose II, âgé de 7 ans, à Yazdgard Ier.

### Yazdgard et les chrétiens
Sous son règne, les chrétiens accroissent leur influence en Perse, forment en 410 une Église semi-officielle à la suite d'un concile tenu à Séleucie-Ctésiphon, et adoptent le Symbole de Nicée. Certaines cités comme Nisibis deviennent entièrement chrétiennes, sous l'influence de l'évêque Maruthas. En effet, Yazdgard souhaite s’émanciper des mages zoroastriens, des magnats nobles et de leur influence. Les Romains l’apprécient autant que les Perses le détestent.
Ancien ambassadeur de l'empereur Arcadius, Maruthas réussit grâce à ses talents de médecin à obtenir du roi au concile de Ctésiphon la confirmation de Mar Isaac comme Catholicos de Séleucie et Ctésiphon. L'évêque et le roi nomment ensuite d'un commun accord son successeur en la personne de Mar Ahhaï.
Mais lorsque Abdas de Suse se voit adjoindre à Maruthas, âgé, celui-ci ruine le crédit des chrétiens auprès de Yazdgard par la destruction d'un temple de Zoroastre. Le roi entre dans une colère violente lorsqu'il voit son autorité remise en cause par l'évêque Abdas qui refuse de rebâtir ce temple. Il décide de détruire toutes les églises de Perse, ce qui dégénère en persécutions durant les quatre dernières années de son règne. C'est à cette époque que débute la carrière de Mihr-Narseh, issu de la grande maison des Souren et qui exercera la fonction de « hazarpat », c'est-à-dire vizir, jusque sous le règne de Yazdgard II.

### Situation extérieure
Aux frontières de l'empire à l'ouest, en 414, le roi d'Arménie Vram Châhpouh meurt en laissant le trône à un enfant de dix ans. Yazdgard relâche alors un dénommé Khosrov que son prédécesseur avait enfermé dans la forteresse d'Oblivion, afin de le placer sur le trône de ce pays. Mais ce dernier décède peu après et Yazdgard décide de placer alors son propre fils Shapour à la tête de l'Arménie. À la frontière est, à la fin de son règne, les Hephtalites, qui ont réussi à évincer les Kouchans, constituent désormais un royaume puissant qui s'étend sur les deux versants de l'Hindou Kouch, présageant des difficultés pour ses successeurs.

### Succession
Yazdgard Ier meurt  peu après au Khorassan, dans les montagnes près de Nishapur, sans doute assassiné par des nobles persans. 
Suivant Moïse de Khorène, Yazdgard Ier meurt de maladie à Ctésiphon. Son fils aîné Shapour, qui régnait sur le royaume d'Arménie, et qui avait appris la nouvelle de sa « maladie », accourt pour revendiquer l'héritage, mais il arrive après la mort de son père et est mis à mort lui aussi par les « gens du palais ». Suivant Lazare de Pharbe, Shapour fut empoisonné. Les mêmes nobles meurtriers de son père appellent au trône un parent éloigné, Khosro l'Usurpateur. Ce dernier ne réussit pas à se maintenir car un autre fils de Yazdgard Ier, Vahram V, parvient à se rendre maître du royaume avec l'appui du roi arabe d'Al-Hira.

## Postérité
Yazdgard a épousé Sochandoukht, fille d’un exilarque juif vassal de la Perse, dont il a eu trois fils :
- Châhpûhr de Perse, roi d’Arménie ;
- Vahram V, empereur de Perse ;
- Narseh, nommé gouverneur du Khorassan par Vahram V.